# Pico Cão Grande
Le pico Cão Grande, toponyme portugais signifiant littéralement en français « pic du grand chien », est un sommet de Sao Tomé-et-Principe situé sur l'île de Sao Tomé. Il est constitué d'un neck dégagé par l'érosion, culminant à 663 mètres d'altitude et dominant d'environ 300 mètres les terrains environnants.

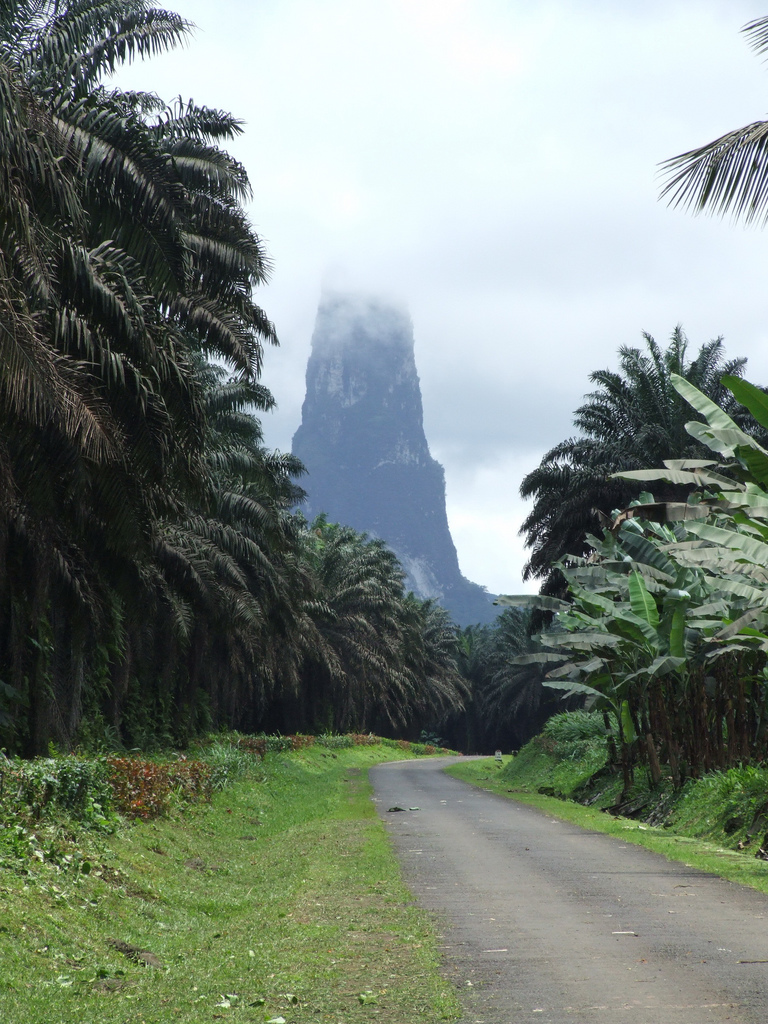
Vue du pico Cão Grande.

La première tentative d'ascension a lieu en 1975, par une équipe portugaise. La première ascension, réalisée par des grimpeurs japonais, date de 1991. Les Américaines Sasha DiGiulian, Savannah Cummins et Angela Vanwiemeersch sont les premières femmes à avoir grimpé le pic jusqu'à son sommet ; après avoir passé trois semaines sur l'île, elles accomplissent leur exploit le 11 août 2019.